# Рамон Сабало
Рамон Сабало (на испански: Ramón Zabalo) е испански футболист, защитник.

## Кариера
Играе за Барселона в Испания и за Расинг клуб Париж във Франция. Участник на Световното първенство по футбол през 1934 г.